# 闻名大剑水蚤
闻名大剑水蚤（学名：Macrocyclops distinctus）为剑水蚤科大剑水蚤属的动物。分布于斯里兰卡、印度、印度尼西亚、俄罗斯、英国、挪威、瑞典、荷兰、法国、波兰、德国、新西兰以及中国大陆的福建、云南、江苏等地，主要栖息于湖泊沿岸带的水草丛中以及小型的静止或流动性的水域中。